# You Want Some of This?
You Want Some of This? – debiutancki album kanadyjskiego komika Jona Lajoie. Płyta zawiera wszystkie dotychczasowe utwory zamieszczone na kanale YouTube Lajoie oraz kilka nowych.
Piosenki podejmują tematy związane z seksem (Too Fast, Show Me Your Genitals, Show Me Your Genitals 2: E=MC Vagina, Song for Britney, 2 Girls 1 Cup Song), ale przede wszystkim autor parodiuje różne style muzyczne: hip-hop (Everyday Normal Guy, Everyday Normal Guy 2, Everday Normal Crew), pop (Pop Song), elektronikę (Sunday Afternoon), rapcore (Stay at Home Dad), piosenki świąteczne (Cold-Blooded Christmas).

## Lista utworów
1. Everyday Normal Guy – 3:21
2. Too Fast – 1:57
3. I Don't Understand – 0:24
4. Show Me Your Genitals – 2:32
5. High as Fuck – 2:55
6. Pop Song – 2:44
7. Song for Britney – 2:29
8. The Phonecall – 3:51
9. Everyday Normal Guy 2 – 3:15
10. Sunday Afternoon – 3:00
11. Stay at Home Dad – 3:00
12. Potty Training Song – 0:34
13. Show Me Your Genitals 2: E=MC Vagina – 2:56
14. Cold-Blooded Christmas – 2:14
15. 2 Girls 1 Cup Song – 2:43
16. Everyday Normal Crew – 4:52
17. Why Did You Leave Me? – 0:38